# El pico
El pico es una película española de 1983 dirigida por Eloy de la Iglesia y protagonizada por José Luis Manzano, José Manuel Cervino, Luis Iriondo y Enrique San Francisco. Fue una de las películas más taquilleras del cine español hasta su fecha.

## Sinopsis
Dos jóvenes amigos, Paco (José Luis Manzano) y Urko (Javier García), que viven en Bilbao se enganchan juntos a la heroína. Para conseguir su dosis diaria no dudarán en robar, mentir e incluso matar al camello que les pasa la droga. 
Se da la circunstancia de que ambos amigos proceden de entornos familiares antagónicos: Paco es el hijo del comandante Torrecuadrada, perteneciente a la Guardia Civil destinado en el País Vasco, y Urko es hijo de Martín Aramendia, un influyente líder político de la izquierda abertzale. Ambas familias y sus padres, al percatarse de la gravedad de la situación de los jóvenes, se verán obligadas a aparcar sus diferencias para tratar de resolver y reconducir la situación.

## Reparto
- José Luis Manzano (1962-1992) - Paco Torrecuadrada
- Javier García (1964) - Urko Aramendía
- José Manuel Cervino (1940) - Evaristo Torrecuadrada
- Luis Iriondo (1931-2017) - Martín Aramendía
- Enrique San Francisco (1955-2021) - Mikel Orbea
- Andrea Albani (1960-1994) - Betty
- Queta Ariel - Eulalia
- Ovidi Montllor (1942-1995) - Alejo "El Cojo" López García
- Marta Molins  - Pilar Pérez Ruiz
- Pedro Nieva Parola - Teniente Alcántara
- Alfred Lucchetti (1934-2011) - Coronel

## Críticas
Las críticas no se hicieron esperar, a pesar de que esta fue una de las pocas películas de la época que se ocupó de ese asunto que tantas vidas cortó, primero con las sobredosis y después con el sida y la posterior hepatitis C.
El ritmo de la película es muy rápido: se producen numerosos sucesos en un corto espacio de tiempo en general sin detenerse demasiado en los mismos; aunque sí en algunos momentos especialmente emotivos, con un destacado empleo del lenguaje cinematográfico.

## Producción
Eloy de la Iglesia supo reflejar con sencillo realismo la inmersión de dos jóvenes en el caballo, una droga que durante esos años causó estragos en la sociedad española, de tal forma que los índices de delincuencia asociados a ella se situaron en los más altos del mundo.[cita requerida].
Juanma Suárez, integrante de Eskorbuto, hace una pequeña aparición como extra haciendo de punki.